# Üllés
Üllés è un comune dell'Ungheria di 3.206 abitanti (dati 2001). È situato nella contea di Csongrád-Csanád.